# Scolanthus scamiti
Scolanthus scamiti is een zeeanemonensoort uit de familie Edwardsiidae. De anemoon komt uit het geslacht Scolanthus. Scolanthus scamiti werd in 2008 voor het eerst wetenschappelijk beschreven door Daly & Ljubenkov. 